# Luca Barbareschi
Luca Barbareschi (28. červenec 1956, Montevideo, Uruguay) je italský herec, scenárista, režisér a producent.

## Život
Poté, co dokončil studium na milánské univerzitě, odjíží do USA. Nějaký čas se věnuje nejrůznějším profesím, především divadlu, ale také začíná spolupracovat s televizí a filmem. Poté se vrací do Itálie a usazuje se na farmě. V současné době patří rozsahem své tvorby i dalších aktivit k nejuznávanějším umělcům. Před filmovou kamerou vytvořil více než třicet filmových rolí a mnohé další v divadelních a televizních inscenacích. Jeho režijní debut ja autobiograficky laděný snímek o dospívajícím chlapci Ardena (1996). Pod filmem je podepsán také jaké scenárista, vytvořil zde jednu z hlavních rolí a snímek vznikl v jeho produkční společnosti Casanova Entertainment.

## Filmografie

### Kino
- Kanibalové (1979)
- Da Corleone a Brooklyn (1979)
- Sogno di una notte d'estate (1983)
- Impiegati (1984)
- Via Montenapoleone (1986)
- Bye bye baby (1988)
- In nome del popolo sovrano (1990)
- L'amico arabo (1991)
- La bionda (1992)
- Obiettivo indiscreto (1992)
- La delegazione (1994)
- La tenda nera (1995)
- La famiglia Ricordi (1995)
- Il cielo è sempre più blu (1995)
- Ardena (1996)
- Chameleon (2002)

### Televize
- Trenta righe per un delitto (1997)
- Cronaca nera (1998)
- Jesus (1999)
- Greed (2000)
- Giorni da leone (2002)
- Una vita in regalo (2003)
- Rivoglio i miei figli (2004)
- Nebbie e delitti (2005)
- La profezia dei templari (2006)